# Хохлов, Василий Исидорович
Васи́лий Иси́дорович Хохло́в (14 января 1900 года — 22 августа 1956 года) — советский военный деятель, генерал-полковник артиллерии (1944), действительный член Академии артиллерийских наук (с 20.09.1946), профессор (1947).

## Биография
Родился 14 января 1900 года в городе Двинск Витебской губернии, ныне Даугавпилс, Латвия, в семье служащего. Белорус.
С 1916 года — конторщик Псковского общества взаимного страхования от огня, делопроизводитель в бухгалтерии и отделе Всероссийского земского союза. Одновременно учился на вечерних электротехнических курсах. С февраля 1917 г. — вольноопределяющийся 7-й подвижной мастерской склада 1-й авиационной дивизии: вначале — писарь, затем — электротехник в г. Ярославле. Последний чин в российской армии — рядовой.
В Красной армии с февраля 1918 г.: красноармеец 2-й авиабазы. С февраля 1919 г. — красноармеец 3-го полка армии Советской Латвии. С мая 1919 г. -курсант 1-х Московских артиллерийских курсов. С января 1920 г. — командир взвода 3-го гаубичного артиллерийского дивизиона Карельского участка Петроградского фронта. С апреля 1920 г. — командир взвода 7-го легкого артиллерийского дивизиона 19-й стрелковой дивизии. С августа 1920 г. — командир взвода учебной команды артиллерии Карельского участка. С июля 1921	г. — помощник командира батареи 2-го легкого артиллерийского дивизиона Карельского участка. Участвовал в боевых действиях при подавлении Ярославского мятежа (1918), под Вильно (апрель-май 1919), при подавлении Кронштадтского мятежа (март 1921).

Могила Хохлова на Новодевичьем кладбище Москвы.

С ноября 1921 г. — командир взвода школы младшего командного состава Карельского участка. С марта 1922	г. — командир батареи 2-го легкого, а с октября 1922 г. — 3-го легкого артиллерийских дивизионов Карельского участка. С марта 1923 г. — помощник командира 3-го легкого артиллерийского дивизиона Карельского участка. С июля 1923 г. — командир батареи 14-го отдельного тяжелого артиллерийского дивизиона. С марта 1925 г. — инструктор в Монгольской народной армии. С сентября 1927 г. — помощник командира батареи учебно-го полка Артиллерийских курсов усовершенствования командного состава. С ноября 1927 г. — слушатель Артиллерийских курсов усовершенствования командного состава. С октября 1928 г. — командир батареи 5-го дивизиона 2-й артиллерийской бригады. С января 1929 г. — помощник командира учебного дивизиона 2-й артиллерийской бригады.
С сентября 1929 г. — слушатель артиллерийского факультета Военно-технической академии РККА им. Ф. Э. Дзержинского. С октября 1933 г. — в Артиллерийской академии им. Ф. Э. Дзержинского: адъюнкт, с марта 1935 г. — начальник курса и одновременно преподаватель. С мая 1936 г. — начальник штаба 111-го артиллерийского полка. Одновременно с сентября 1934 г. — слушатель вечернего отделения Академии им. М. В. Фрунзе. С декабря 1937 г. — заместитель начальника Артиллерийской академии РККА им. Ф. Э. Дзержинского по научно-учебной работе. В феврале 1941 — марте 1945 г. — председатель Артиллерийского комитета, одновременно в марте 1942 — марте 1945 г. — заместитель начальника Главного артиллерийского управления по научно-исследовательской работе. С марта 1945 г. — начальник Артиллерийской академии РККА им. Ф. Э. Дзержинского. 24 июня 1945 года был командиром сводного расчета Артиллерийской ордена Ленина академии КА им. Ф. Э. Дзержинского на историческом параде Победы. С июля 1950 г. — заместитель начальника НИИ-3 Академии артиллерийских наук по научной части. С 1953 г. — в отставке.
Крупный инженер-артиллерист. Занимался проблемами принятия на вооружение новейших образцов артиллерийского вооружения. Имеет ряд печатных трудов по истории артиллерии и описанию тактико-технических данных новых образцов артиллерийского, стрелкового и минометного вооружения и боеприпасов, появившихся на вооружении Красной армии в период Великой Отечественной войны. Разработал методику установления оптимальных, научно обоснованных допусков обработки корпусов снарядов и мин в условиях их массового производства в военное время.
Умер Василий Исидорович в 1956 году в Москве, похоронен на Новодевичьем кладбище.

## Звания
- комбриг — 16.08.1938
- генерал-майор артиллерии — 04.06.1940
- генерал-лейтенант артиллерии — 17.11.1942
- генерал-полковник артиллерии — 18.11.1944

## Награды
- два ордена Ленина (18.08.1943; 21.02.1945)
- два ордена Красного Знамени (03.11.1944; 24.06.1948)
- орден Кутузова 1-й степени (17.11.1945)
- орден Суворова 2-й степени (22.11.1944)
- орден Кутузова 2-й степени (16.05.1944)
- два ордена Красной Звезды (07.12.1940 — «в связи с 120-й годовщиной Артиллерийской ордена Ленина Академии Красной Армии имени Дзержинского, за плодотворную работу по выращиванию и воспитанию артиллерийских кадров»; 03.06.1942)
  - медали в том числе:
  - «XX лет Рабоче-Крестьянской Красной Армии» (1938)
  - «За оборону Москвы» (1944)
  - «За победу над Германией в Великой Отечественной войне 1941—1945 гг.» (1945)

иностранные награды
- орден «Возрождение Польши» III класса — Командорский крест (Польша) (1949)
- орден Партизанская звезда I степени (Югославия)

## Труды
- Организация и строительство советской артиллерии. — Л.: ВТА, 1932;
- Советская артиллерия в боях за Родину. — М.: Воениздат, 1952;
- Боевая слава советской артиллерии. — М., 1949;
- Боевое применение дивизионной артиллерии. — М.: Арт. академия, 1946;
- Роль и значение таблиц стрельбы в артиллерии. — М., 1944;
- Тактика артиллерии при прорыве позиционной обороны. — М., 1945;
- История артиллерии / Общая редакция. — М., 1954;
- 140 лет существования Артиллерийского комитета Главного артиллерийского управления // Артиллерийский журнал. — 1944. — № 2—3. — С. 9—13;
- Творцы советской артиллерии // Артиллерийский журнал. — 1944. — № И. — С. 32—35;
- Артиллерийская академия — кузница кадров советской артиллерии // Артиллерийский журнал. — 1947. — № 10. — С. 14—18;
- Тридцать лет Артиллерийского комитета // Известия ААН. — 1948. — Выпуск 1;
- Артиллерийская ордена Ленина и ордена Суворова Академия им. Дзержинского // Советская артиллерия: Сб. статей. — М.: ААН, 1950. — С. 239—259.